# Roccabruna
Roccabruna (piemontiul: La Ròcia ëd Droné, okcitánul: La Rocho) település Olaszországban, Piemont régióban, Cuneo megyében. Lakosainak száma 1522 fő (2023. január 1.). Roccabruna Cartignano, Dronero, Busca, Villar San Costanzo, Melle és San Damiano Macra községekkel határos.

## Népesség
A település lakossága az elmúlt években az alábbi módon változott:
| Lakosok száma | 1567 | 1565 | 1522 |
|               | 2017 | 2018 | 2023 |